# Christian Bohr
Pour les articles homonymes, voir Bohr.
Christian Harald Lauritz Peter Emil Bohr (Copenhague, 14 février 1855-Copenhague, 3 février 1911) est un médecin et physiologiste danois, père de Niels et Harald Bohr et grand-père de Aage Niels Bohr.

## Biographie
En 1877, à l'âge de 22 ans, il publie son premier article scientifique, Om salicylsyrens indflydelse på kødfordøjelsen (Sur l'acide salicylique et de son influence sur la digestion de la viande). Diplômé de médecine en 1880, il est élève de Carl Ludwig à l'Université de Leipzig et obtient un doctorat de physiologie. En 1886, il est nommé professeur de physiologie à l'Université de Copenhague.
En 1891, il est le premier à caractériser l'espace mort
et en 1903 décrit le phénomène aujourd'hui nommé effet Bohr.
Décédé en 1911, il est inhumé au cimetière Assistens.

## Œuvres
- Studier over Mælk med særligt Hensyn til de i samme suspenderede Fedtkugler, 1880
- Experimentale Untersuchungen über die Sauerstoffaufnahme des Blutfarbstoffes, 1885
- Om Salicylsyrens Indflgdelse paa Kødfordøjelsen hos Hunde, 1885
- Offprints on Medical Subjects Not Catalogued Separately, 1886
- Sur les combinaisons de l'hémoglobine avec oxygène, 1890
- Undersøgelser Over Stedet for Iltforbrug Og Kulsyredannelse i Den Dyriske Organisme, 1897
- Fysiologi: 1899-1900, 1910